# Miracinae
Miracinae (лат.) — подсемейство паразитических наездников Braconidae надсемейства Ichneumonoidea подотряда стебельчатобрюхие отряда перепончатокрылые.

## Признаки
Жгутики усиков состоят из 12 флагелломеров; максиллярные пальпальные сегменты 5 и 6 слиты так, что пальпы кажутся 4-сегментными (анцестральные сегменты 1 и 2 также слиты, как у многих других браконид); крылья с характерным уменьшенным жилкованием; передние метасомальные тергиты и латеротергиты сильно десклеротизированы, оставляя Y-образный рисунок склеротизированных мостиков.
Имеют сильно редуцированное в вершинной половине крыловое жилкование, компактное тело и сильно десклеротизованные края базальных тергитов брюшка.

## Биология
Большинство видов — паразитоиды бабочек (Lepidoptera).

## Классификация
Небольшое подсемейство, наиболее представленное в Новом Свете, в Палеарктике 3 рода. Энтомологи Мэсон (Mason, 1981) и Тобиас (1988) рассматривают Miracinae в качестве отдельного подсемейства, а не трибой подсемейства Microgastrinae, как считалось ранее.

### Список родов
- Род Centistidea Rohwer, 1914[6][7][8][9]
- ?Род Dirrhope (или в Dirrhopinae)
- Род Fusimirax Whitfield & Fernandez-Triana, 2025[2]
  - Fusimirax gracilis Whitfield, 2025
  - Fusimirax masneri Whitfield & Fernandez-Triana, 2025
  - Fusimirax robusta Whitfield, 2025
- Род Mirax Haliday, 1833[10][11]
  - Mirax dryochares Marshall, 1898
  - Mirax nanivorae Fischer, 1957
  - Mirax repertus Papp, 1984
  - Mirax rufilabris Haliday, 1833
- ?Род Oligoneurus (или в Ichneutinae)
- Род Paramomirax Whitfield & Fernandez-Triana, 2025[2]
  - Paramomirax peckorum Whitfield, 2025
- Род Rugosimirax Ranjith & van Achterberg, 2023[12][13]